# Partula hebe
Partula hebe é uma espécie de gastrópodes da família Partulidae.
Foi endémica da Polinésia Francesa.